# بيكانير
بِيكَانِير (بالهندستانية: بیکانیر/बीकानेर؛ ومعناه: مدينة بيكا) من مدن الهند. يبلغ عدد سكانها 644,406 نسمة حسب إحصائيات سنة 2011. يبلغ ارتفاع المدينة عن سطح البحر قرابة 242 متر. تبلغ مساحتها 155 كم².

## توأمة
لبيكانر اتفاقيات توأمة مع:
- أدينة

## أعلام
- أنورادها أشاريا
- سانتوش جوشي
- سودهير تايلانغ